# 静岡県道152号富士公園太郎坊線

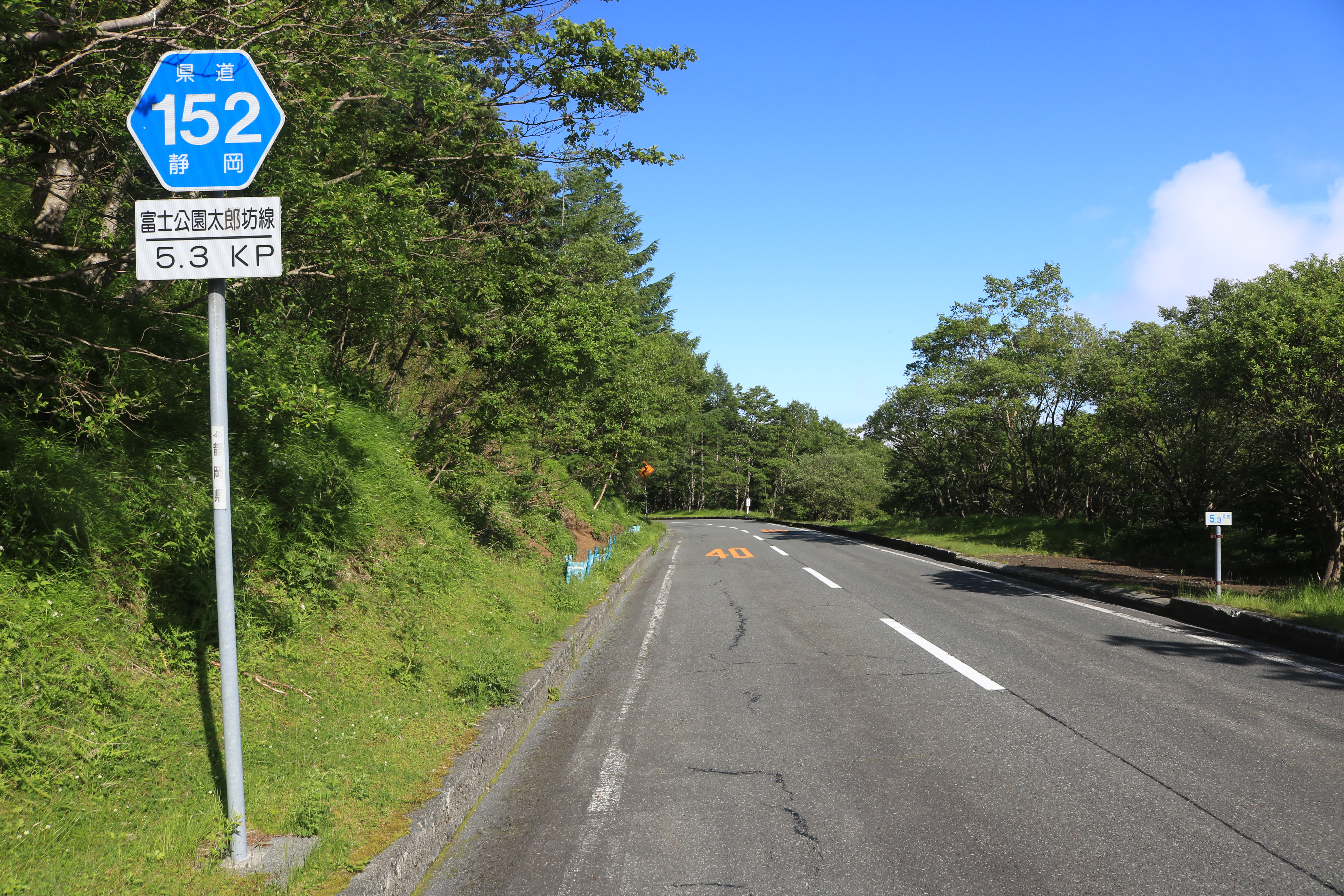
静岡県道152号富士公園太郎坊線、富士山五合目から5.3km地点、富士宮市北山にて

静岡県道152号富士公園太郎坊線（しずおかけんどう152ごう ふじこうえんたろうぼうせん）は、静岡県にある一般県道である。表富士周遊道路（富士山スカイライン）を構成する3つの静岡県道のうちの1つで、日本一標高が高い地点を通る一般県道である。

## 概要

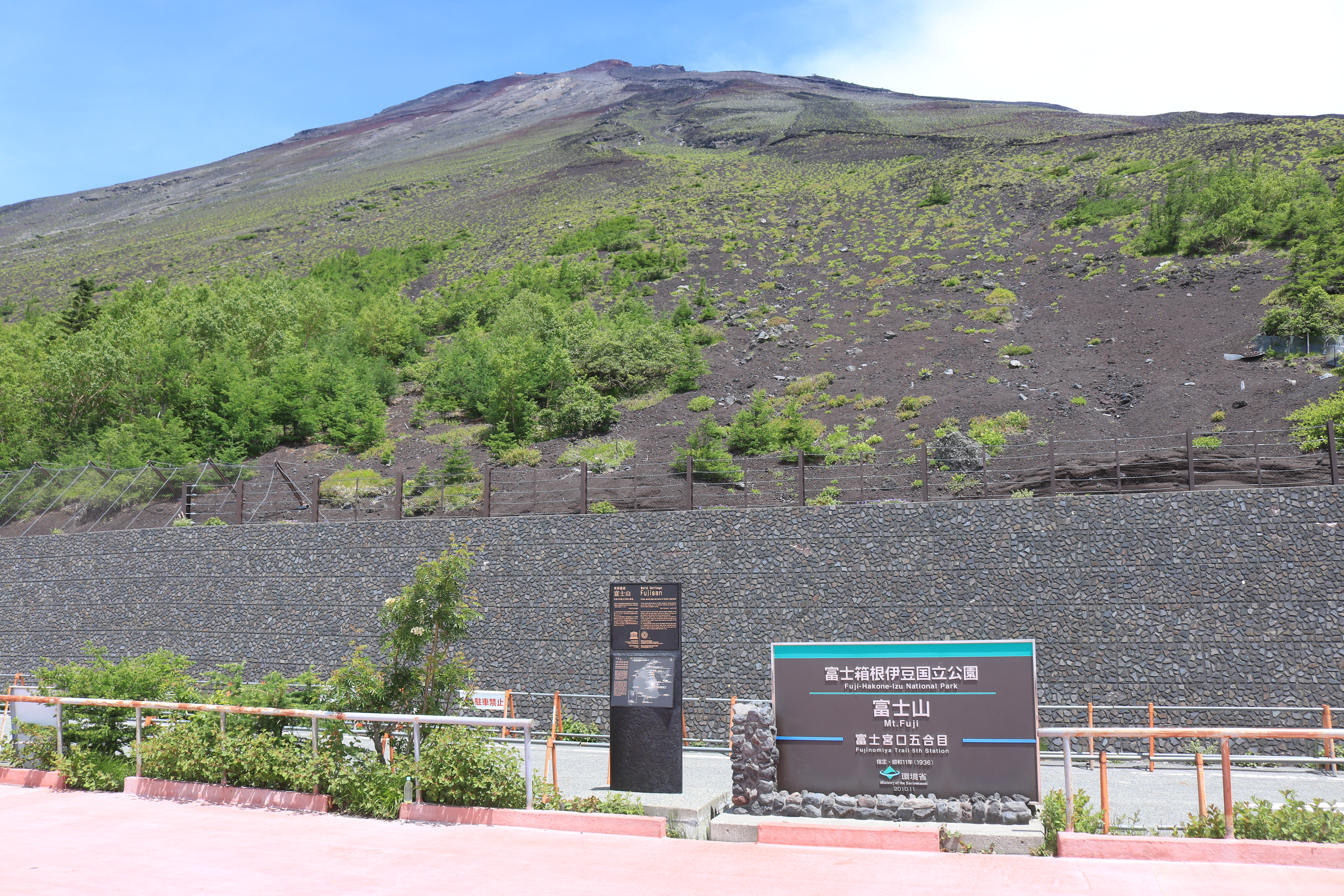
富士宮口の新五合目（標高約2,380m）

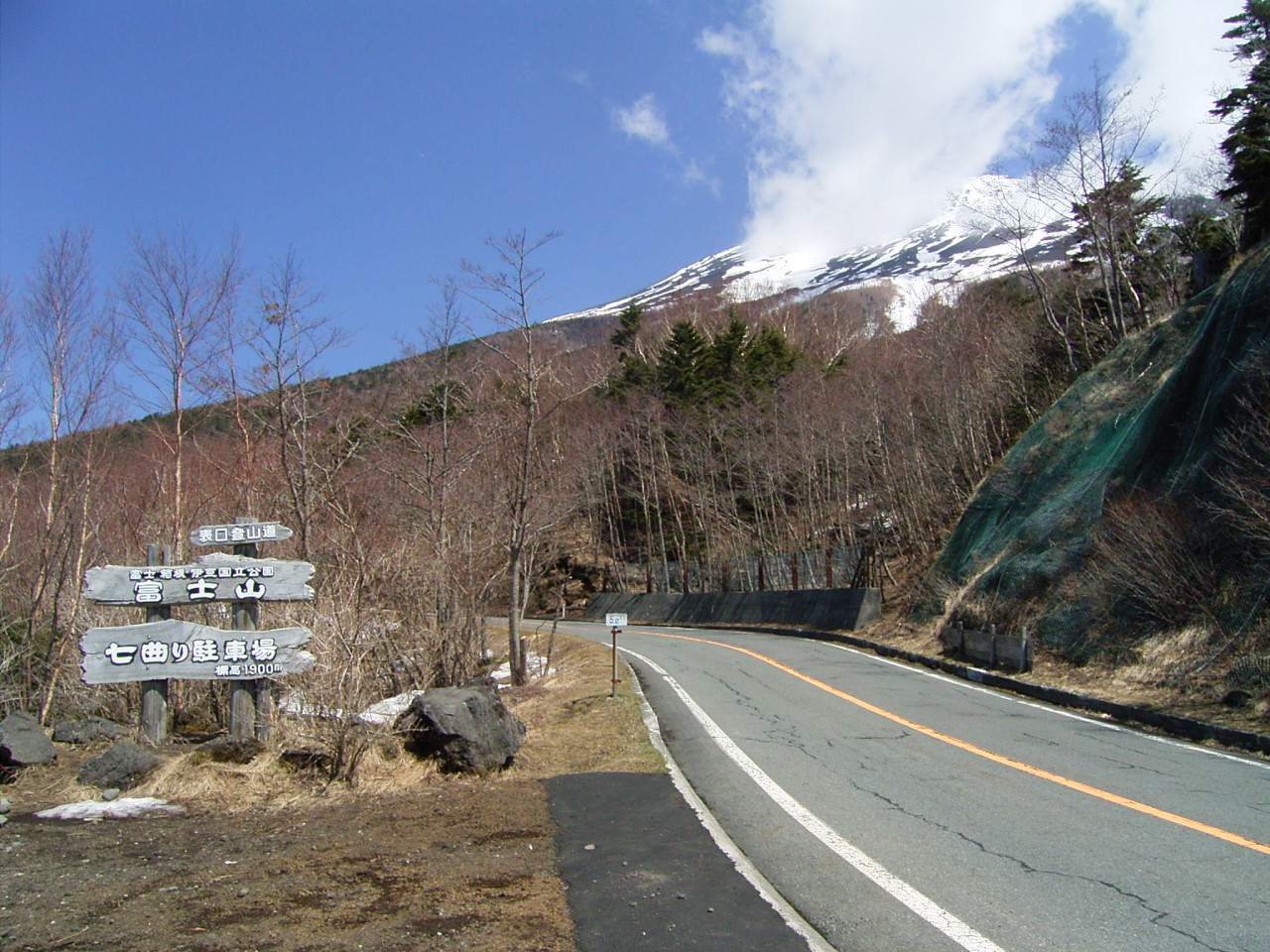
七曲り駐車場付近

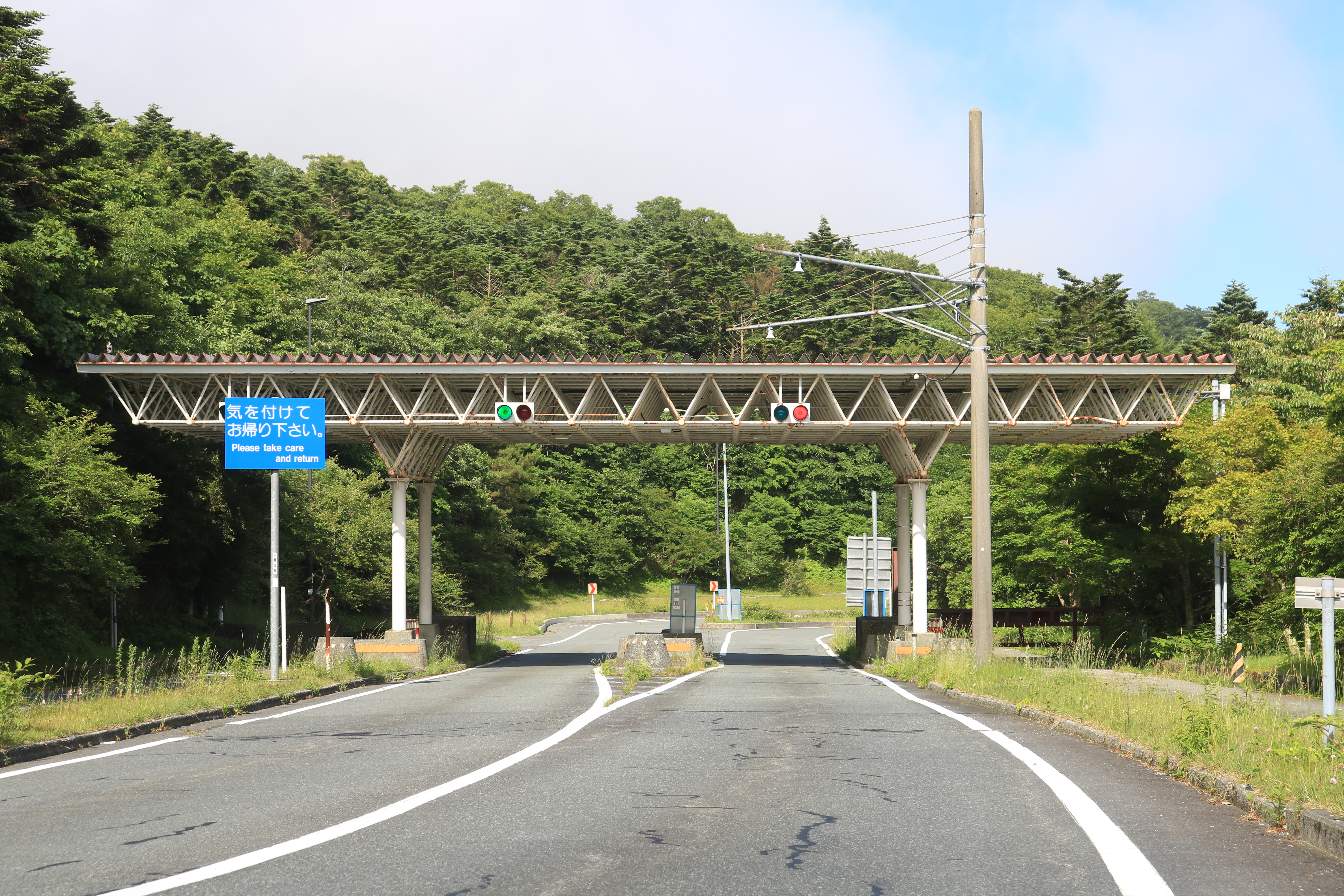
富士山スカイラインの料金所跡のゲート

起点・富士山頂へは車両通行不能な登山道になっており、山頂から宝永火口の西側を通って富士山の南斜面に位置する新五合目へ下る富士宮ルート（富士宮口登山道）と、宝永火口の北側を通って東斜面の御殿場側に下る御殿場ルートの2ルートからなる。
富士新五合目から、麓の静岡県道180号富士宮富士公園線交点までの延長13.5 kmは、富士山スカイラインの登山区間、静岡県道180号交点から東へ御殿場市中畑の終点までの富士山の裾野を周遊する道路は、富士山スカイラインの周遊区間の一部でもある。富士山スカイラインの登山区間は、急カーブが連続するつづら折れの道路で、例年11月下旬から4月下旬の期間中に冬季閉鎖される。周遊区間は、林間を走るワインディングロードである。
新五合目（富士宮口）付近は、マイカーで通行可能な県道の最高点で、標高2380 m（標高2400 mとする説もある。）を持つことで知られており、さらに登山道ではあるが法令上の起点である富士山頂富士宮口は、標高3712mで日本一高い都道府県道の地点で知られる。

### 路線データ
- 距離 : 26.1km（うち、車両通行不能区間 約4.3km）
  - これとは別に旧道が10.5km（全線車両通行不能）
- 起点 : 富士山頂（富士宮口）
- 終点 : 御殿場市中畑

## 地理

### 通過する自治体
- 静岡県
  - 富士宮市
  - 富士市
  - 裾野市
  - 御殿場市
  - 駿東郡小山町

### 交差する道路
- 南富士エバーグリーンライン
- 静岡県道23号御殿場富士公園線
- 静岡県道180号富士宮富士公園線

### 沿線
- 水ヶ塚公園 - パーキングエリア。

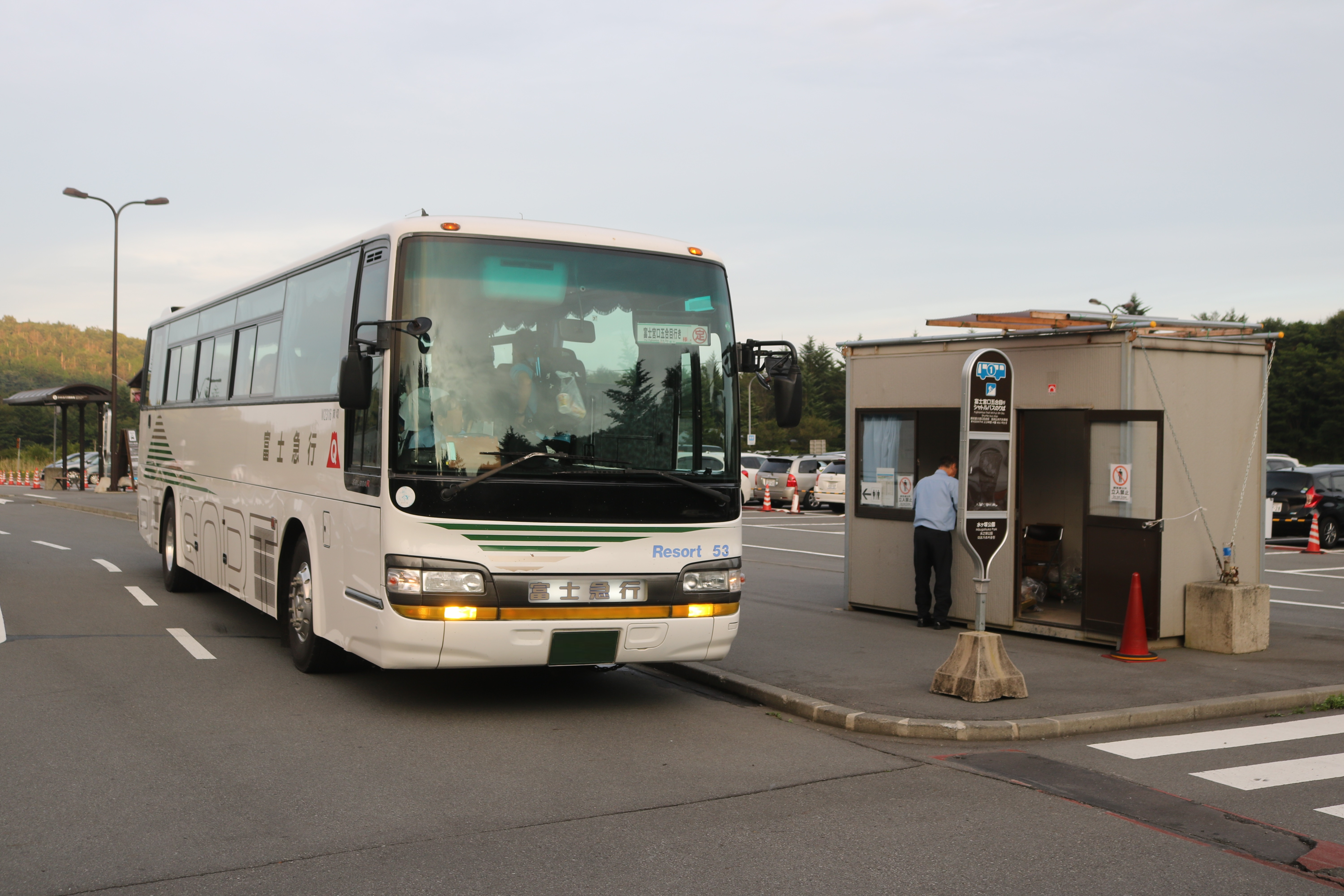
夏山登山シーズンに富士山の二合目から上部でマイカー規制が行われる。沿線の富士山富士宮口へのシャトルバスの水ケ塚公園バス停、静岡県裾野市
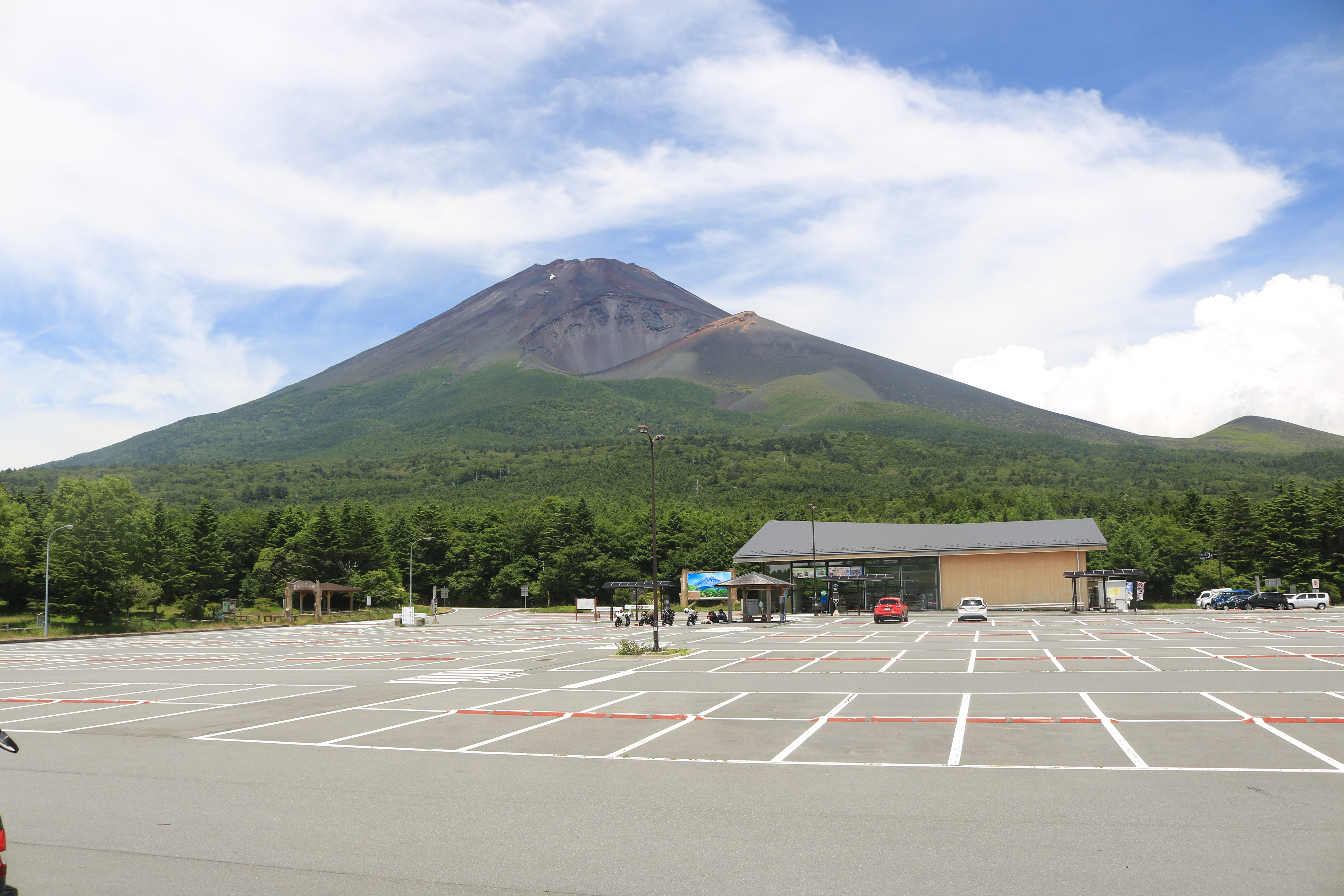
水ケ塚公園から望む富士山

## 補足

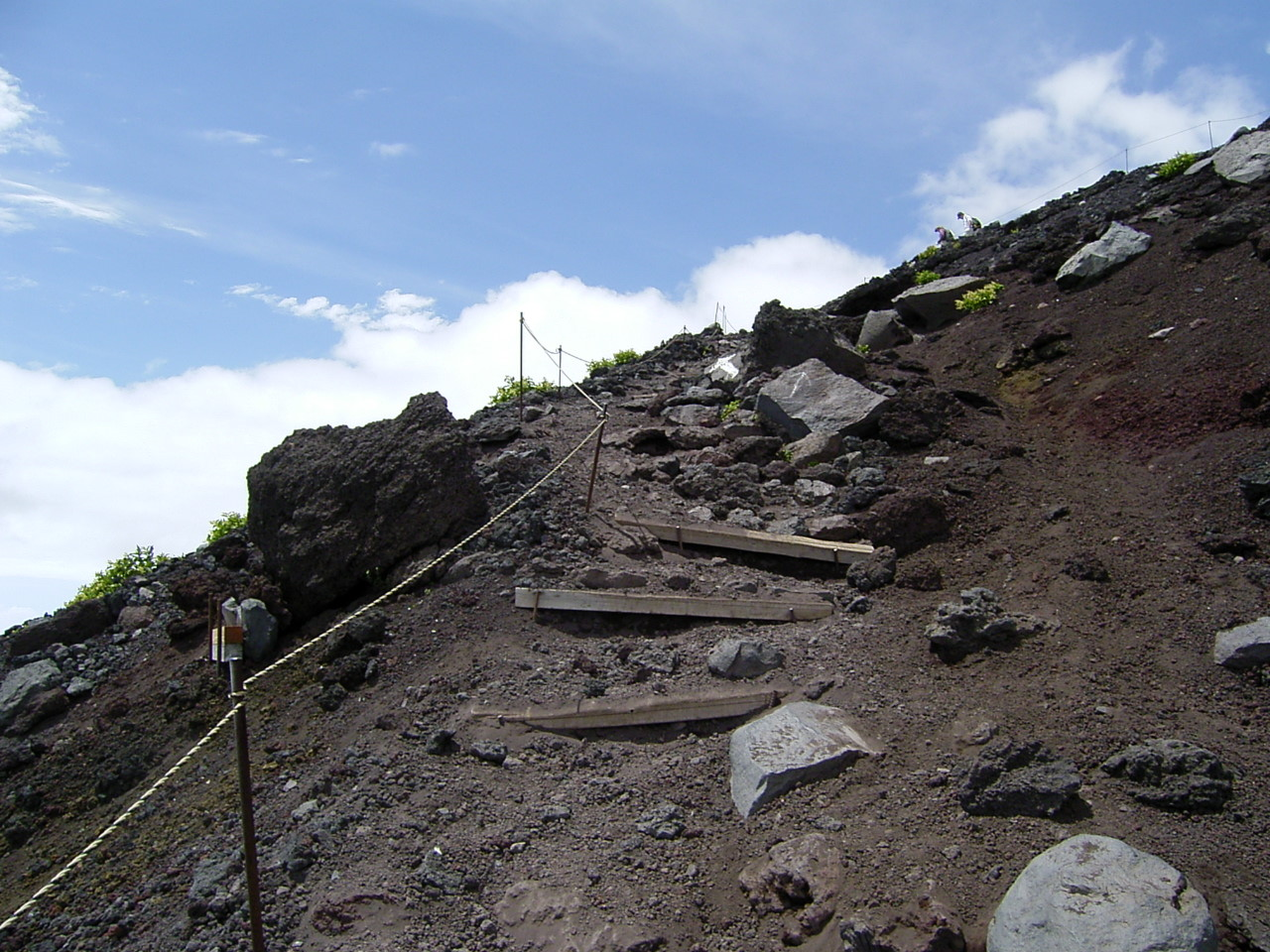
登山道の区間（富士宮口）

- 静岡県道において、富士山頂を起点・終点としている路線が、富士公園太郎坊線、静岡県道150号足柄停車場富士公園線、静岡県道180号富士宮富士公園線と3路線ある。そのうち、富士宮富士公園線とは、夏のマイカー規制で知られる富士山スカイラインの登山区間・五合目から頂上の富士登山道で重複する。
- 「富士公園線」とは、富士山およびその周辺が富士箱根伊豆国立公園であることから付けられている。
- 起点から新五合目までは富士宮口登山道に、旧道は全線が御殿場口登山道になっており、主に登山客が利用している。登山道の区間も県道として県土木事務所が整備しているため、夏期にはポールやロープが、冬季閉鎖期間中は通行止めの標識が県によって設置される。